# Escola Secundária Gago Coutinho
A Escola Secundária de Gago Coutinho é uma escola localizada em Alverca do Ribatejo, Portugal.

## História
Começou como secção da Escola Industrial e Comercial de Vila Franca de Xira, no ano lectivo de 1969/1970.
Foi inaugurada no dia 22 de Outubro de 1969 pelo Ministro da Educação e Comunicações, Dr. José Hermano Saraiva, na presença do Secretário de Estado de Aeronáutica, do Diretor Geral do Ensino Técnico, Diretor da Escola Industrial e Comercial de Vila Franca de Xira, do Presidente da Câmara Municipal, do Subdiretor das Oficinas Gerais de material Aeronáutico (O.G.M.A) e muitos populares.
Segundo notícia publicada na "Vida Ribatejana" a 2 de Fevereiro de 1967, já nessa data o Sr. Brigadeiro Fernando de Oliveira, deputado da Assembleia Nacional, falou naquela Assembleia da necessidade da criação de uma Escola Industrial em Alverca. Outras empresas da zona apoiavam a criação da Escola, entre elas a Mague que disponibilizou um dos seus engenheiros, o engº Pereira Cardoso que tinha efetuado no período de 1961/63 o estágio pedagógico na Escola Industrial Afonso Domingos, para exercer, em acumulação, a direção da Escola.
As instalações da Escola Técnica de Alverca, com carácter provisório, foi construída em 57 dias pelos futuros alunos do curso noturno, então trabalhadores das O.G.M.A na Rua da Estação, atualmente Avenida Infante D. Pedro. No ano lectivo 1971/1972 foi dada autonomia a esta secção dando origem à Escola Técnica de Gago Coutinho. Em 1981/1982 este estabelecimento passou a funcionar (apenas 7º e 8º ano) em instalações de carácter definitivo na rua de Acesso ao Ciclo Preparatório, atualmente Rua Heróis da Aviação. Em 1982/1983 passou a funcionar em pleno. De 1984 a 1991 passou a designar-se Escola Secundária nº1 de Alverca. Com a Portaria nº 1089/91 de 24 de Outubro, este estabelecimento de ensino retoma o patrono e passa a ser Escola Secundária de Gago Coutinho.
No ano de 2008/09 é objecto de fusão com a Escola Secundária Infante D. Pedro, mantendo a designação de Escola Secundária de Gago Coutinho.